# Diocesi di Orimna
La diocesi di Orimna (in latino Dioecesis Orymnensis) è una sede soppressa del patriarcato di Costantinopoli e una sede titolare della Chiesa cattolica.

## Storia
Orimna, identificabile con Ormana nell'odierna Turchia, è un'antica sede episcopale della provincia romana della Panfilia Prima nella diocesi civile di Asia. Faceva parte del patriarcato di Costantinopoli ed era suffraganea dell'arcidiocesi di Side.
La diocesi è documentata nelle Notitiae Episcopatuum del patriarcato di Costantinopoli fino al XII secolo.
Sono cinque i vescovi che Michel Le Quien attribuisce a questa diocesi. Al concilio di Efeso del 431, Paolo sottoscrisse la condanna di Nestorio e la condanna degli oppositori al credo di Nicea; tuttavia il suo nome non si trova in nessuna delle liste di presenza al concilio. Teodoro partecipò concilio in Trullo del 692. Stefano assistette al concilio di Nicea del 787. Chiliano fu destinatario di una lettera del patriarca Tarasio (784-806). Infine Metodio partecipò al concilio di Costantinopoli dell'879-880 che riabilitò il patriarca Fozio di Costantinopoli.
Dal 1933 Orimna è annoverata tra le sedi vescovili titolari della Chiesa cattolica; il titolo finora non è mai stato assegnato.

## Cronotassi dei vescovi greci
- Paolo † (menzionato nel 431)
- Teodoro † (menzionato nel 692)
- Stefano † (menzionato nel 787)
- Chiliano † (al tempo del patriarca Tarasio)
- Metodio † (menzionato nell'879)